# Минин Дор (посёлок)
Минин Дор — упразднённый посёлок в Кичменгско-Городецком районе Вологодской области.
Входил в состав Енангского сельского поселения, с точки зрения административно-территориального деления — в Нижнеенангский сельсовет.
Расстояние по автодороге до районного центра Кичменгского Городка — 51 км, до центра муниципального образования Нижнего Енангска — 19 км. Ближайшие населённые пункты — Минин Дор, Веселая, Большое Скретнее Раменье.
По данным переписи в 2002 году постоянного населения не было.
8 августа 2020 года был упразднён.